# Кофішоп

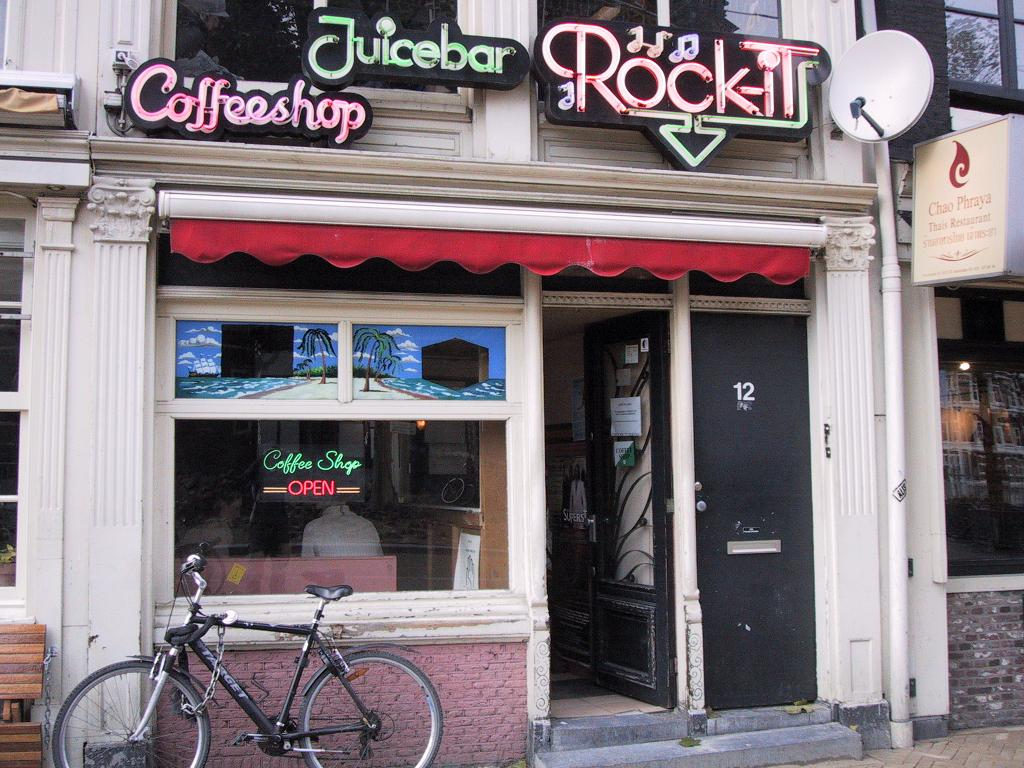
Кофішоп в Амстердамі

Кофішоп (нід. coffee shop; coffeeshop) — різновид закладів (в основному, у Нідерландах), що мають дозвіл на публічний продаж конопель і продуктів з неї. Діяльність кофішопів регулюється «опіумним законом» і нідерландської політикою з наркотиків.
У Нідерландах, незважаючи на технічну заборону, продаж, володіння і використання легких наркотиків у кофішопах фактично не переслідується, при наступних обмеженнях:
- не розміщувати рекламу заборонених речовин;
- не допускати у своєму приміщенні продажу важких наркотиків;
- не допускати порушень громадського порядку;
- продавати тільки особам старшим 18 років, не допускати осіб, молодших від цього віку в приміщення;
- не продавати одній людині більше певної кількості (5 грамів).